# اختبار هيدروكسيد البوتاسيوم

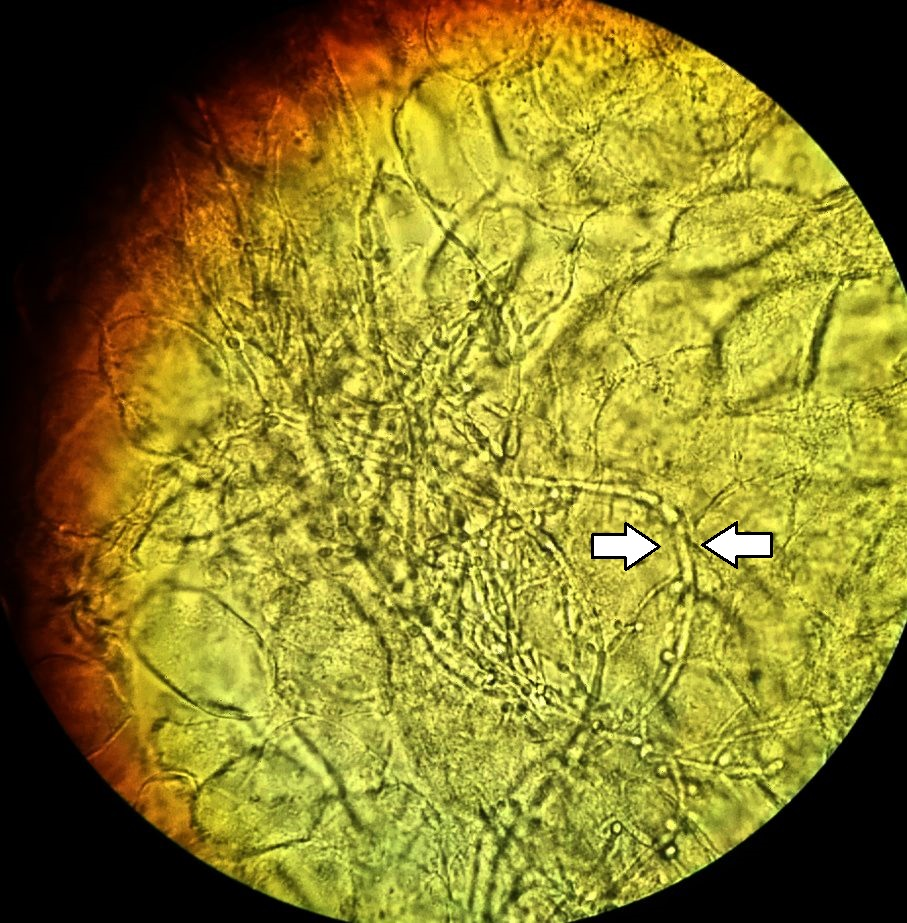
اختبار هيدروكسيد البوتاسيوم في مرساة رطبة مهبلية، تُظهر حبال من الخيطان الكاذبة للمبيضات البيضاء

اختبار هيدروكسيد البوتاسيوم (بالإنجليزية: KOH test)‏ هو اختبارٌ فطري سريع غير مُكلف، يُستعمل للتمييز بين الفطريات الجلدية وأعراض المبيضة البيضاء عن الاضطرابات الجلدية الأخرى مثل الصدفية والتهاب الجلد.
اختبار هيدروكسيد البوتاسيوم عبارة عن إجراء بسيط يستخدم للكشف عن الفطريات في الأنسجة من خلال استخدام هيدروكسيد البوتاسيوم (KOH)، الذي يؤدي بدوره إلى حل الأنسجة والخلايا. إن الاختلاف في تركيب كل من الأنسجة والخلايا من جهة وجدران الفطريات من جهة أخرى يجعل من الممكن الفصل بينهما باستخدام هذه المادة، حيث يقوم هيدروكسيد البوتاسيوم بتدمير البروتين في جدران الخلايا وتبقى الفطريات في الأنسجة حيث يتم تشخيصها بالمجهر الضوئي.

## الإجراءات
يأخذ الطبيب عينة عن طريق كشط المنطقة المصابة برفق، وفي بعض الأحيان سيستخدم الطبيب مسحة.
توضع العينة بعد ذلك على شريحة بها محلول هيدروكسيد البوتاسيوم (KOH) ويتم تسخينها برفق، هذا المحلول يذيب خلايا الجلد ببطء ولكن ليس الفطريات، يمكن بعد ذلك رؤية الفطر بالمجهر، ويمكن استخدام البقع الملونة بحيث يسهل رؤية الفطريات.
قد يكون من غير المريح أن يتم كشط عينة من تحت ظفر إصبع أو أظافر، أو إذا كانت المنطقة مؤلمة، كما هو الحال عند الإصابة بمرض القلاع.